# Artisanat en Mésopotamie
 (avril 2010).
 (avril 2022).
Si vous disposez d'ouvrages ou d'articles de référence ou si vous connaissez des sites web de qualité traitant du thème abordé ici, merci de compléter l'article en donnant les références utiles à sa vérifiabilité et en les liant à la section « Notes et références ».
Cet article renferme des informations sur les artisans et leur travail en Mésopotamie.

## Historique
Un artisan, c'est une personne qui a une activité spécialisée. En Mésopotamie, l'expansion de l'artisanat serait liée à l'urbanisation, au IVe millénaire. Auparavant, dans le cadre du village, on peut s'imaginer une pluri-activité des agriculteurs.
La spécialisation est à la fois horizontale, des personnes spécialisées dans une activité, et verticale, avec une bureaucratie qui contrôle (ce qui implique une différenciation sociale).
Dès l'Uruk IV (3 200 av. J.-C.), les plus vieilles tablettes cunéiformes mentionnent des listes des professions, prouvant l'existence d'une telle spécialisation au sein des grands organismes, palais et temples. 
La Mésopotamie manque de matière première. Dans ce contexte, les temples et les palais sont bien placés pour se procurer le métal nécessaire à l'artisan. Ils peuvent organiser les réseaux d'échanges à longue distance et dispose du capital nécessaire à la construction de manufactures.

## Le travail du métal
Connu dès le Néolithique, c'est seulement au IVe millénaire que le cuivre commence à être utilisé en quantité importante. La métallurgie est l'activité artisanale fondamentale : elle transforme complètement la société dans de nombreux domaines (agricole, militaire, transport). Le métallurgiste est donc l'artisan par excellence à l'âge du bronze car ses connaissances ne peuvent être acquises par tous : c'est un expert.
Peu d'outils en métal ont été découverts dans les fouilles archéologiques car le métal faisait l'objet d'un réemploi constant. Il y a eu quelques découvertes à Kutalla, près de Larsa et à Tell Sifr. Il s'agit essentiellement de vaisselles en cuivre et d'ustensiles agricoles.
En 1854, à Tell Sifr, Loftus a découvert des ustensiles agricoles en mauvais état : il s'agissait d'ustensiles renvoyés au temple, sans doute à la fin des récoltes, pour être retravaillé. Le métal n'était jamais perdu.
Les ateliers des artisans sont mentionnés dans les textes mais ils restent difficiles à retrouver dans les fouilles archéologiques. On connaît l'existence d'un atelier à Kanesh, en Anatolie, et un autre à Tell adh-Dhibai, dans la banlieue de Bagdad, au temps du royaume d'Eshnunna. On y a retrouvé le matériel du métallurgiste (moules en terre, outils...).

## Les artisans dans le secteur privé
Le secteur privé, qui reste à définir, n'est pas représenté dans nos sources car il n'utilise pas l'écrit. Pourtant, il n'y a pas lieu de croire que des artisans indépendants n'aient pas existé.
Nous disposons ainsi de quelques preuves indirectes : certains temples recourent à des artisans supplémentaires, venant parfois d'un autre temple, pour certains travaux particuliers.
Aussi, si la métallurgie implique des besoins particuliers, d'autres artisanats ont beaucoup moins de besoin : la construction de petits bateaux en roseau par exemple.
Nous ignorons si les artisans étaient organisés en guildes. Certains artisans semblent avoir leur divinité : Kulla est le dieu de la brique, mais on n'a pas retrouvé son temple.
On ignore comment le savoir était transmis : les marchands travaillent de père en fils mais pas de traces pour les artisans. Un fonctionnement familial favoriserait la création de quartiers d'artisans, processus attesté en Mésopotamie pour les marchands (Assur) et pour le "clergé" d'Ur.
Au Ier millénaire, à l'époque néo-babylonienne, on a retrouvé plusieurs contrats de mise en apprentissage. On n'a seulement 2 textes de ce type à l'époque paléo-babylonienne, dans un texte scolaire d'Isin pour un chanteur et un cuisinier. Peut-être doit-on interpréter cela comme une évolution, avec un développement de l'apprentissage au Ier millénaire ?

## Les artisans dans les grands organismes
Les listes de rations à l'époque d'Ur III mentionnent des artisans parmi les dépendants du temple. Généralement, on admet que le temple joue un rôle prépondérant au IIIe millénaire, avant d'être dépasser par le palais à l'époque d'Ur III mais ce modèle est remis en cause.
L'industrie du transport est un bon exemple de l'impact des grands organismes sur l'artisanat. En Mésopotamie, on construit de petites embarcations en roseau au moins depuis l'époque d'Obeid (aujourd'hui, on les appelle les guffah). Mais c'est seulement à l'époque d'Ur III qu'apparaissent des navires de grandes capacités, transportant jusqu'à 300 gur. À l'époque suivante, paléo-babylonienne, les navires sont plus petits (moins de commerce ?).
Les avantages comparatifs des grands organismes sont nombreux :ils ont plus de capitaux et sont affranchis des pressions économiques. Cela favorise la standardisation, qui se diffuse ensuite dans toute la société et à l'échelle d'un royaume. 
En ce sens, l'époque d'Ur III semble permettre une uniformisation des productions mais c'est au bronze récent que l'on retrouve des "manuels", comme le texte hittite sur l'entraînement des chevaux.
À l'époque d'Ur III, dans les grands organismes, les artisans (gish-kin-ti) travaillent sous la responsabilité d'un seul officier. Ils sont spécialisés dans la production de biens précieux mais pas seulement. L'administration recrute, approvisionne, contrôle et redistribue. Il est fait mention d'entrepôts des artisans à Lagash.
L'époque d'Ur III constitue l'apogée du contrôle : des textes mentionnent la quantité de poteries produite chaque jour et le temps alloué à chaque type de pot. 
Le système d'Ur III se maintient ensuite au IIe millénaire : la production est plus unifiée en Mésopotamie et une archive administrative concernant les artisans du cuir a été retrouvée au temps d'Ishbi-Erra d'Isin.

## Les grands ateliers
Les listes des artisans de l'époque d'Ur III ne permettent pas de dire si les artisans sont des esclaves ou libres. Ce sont les archives sur le textile qui permettent d'en dire un peu plus sur ce point.
En Mésopotamie, on utilise davantage la laine que le lin. On retrouve de la laine dans les distributions faites par les grands organismes à leurs dépendants : d'une manière générale, chaque maison devait fabriquer ses propres vêtements.  
À Assur, à l'époque paléo-assyrienne, on voit les femmes de marchands produire des pièces de tissus qui sont ensuite vendus en Anatolie : le secteur privé pouvait participer au commerce.
Mais l'existence de grandes unités de production sont aussi attestées à l'époque d'Ur III : à Guabba, dans la province de Lagash, les textes mentionnent 6000 femmes et enfants travaillant dans le textile pour le palais. Les textes mentionnent avec une grande précision la production journalière et les types de vêtements. Ceci illustre encore le contrôle très précis à l'époque de l'empire d'Ur.
Néanmoins, de pareils ateliers sont aussi mentionnés à d'autres époques. Au IIIe millénaire, lorsque Lagash était indépendante, il est fait mention d'un lieu pour la laine (ki siki) et d'un lieu pour le lin (ki gu). Au IIe millénaire, les attestations sont moins nombreuses mais elles existent, par exemple dans un récapitulatif du royaume de Larsa. On peut toutefois se demander si l'existence de grands ateliers n'est pas en recul. 

## Le statut des dépendants
Les contrats privés se faisaient oralement : notre documentation reflète surtout le statut des dépendants des grands organismes. Ils reçoivent surtout des rations et on peut s'interroger sur la nature, l'importance et la fréquence de ces rations. Une analyse préalable du vocabulaire est bien sure nécessaire. De là, on peut déduire la nature du lien entre palais et dépendants et sur le niveau de vie des artisans.
À l'époque d'Ur III, les dépendants reçoivent surtout du blé, de la laine et de l'huile mais d'autres biens sont parfois mentionnés. La rémunération varie selon le statut (chef, simple travailleur, travailleur spécialisé), l'âge et le sexe (gurush/homme ; gemé/femme).
Certains historiens (Gelb) distinguent la simple ration (she-ba), donnée à l'esclave, du "salaire" (a1), donné à l'artisan mais les textes ne permettent pas d'être certain d'une telle différence. Le terme "ba" semble plutôt désigner une distribution régulière (Waetzoldt).
Les textes d'Ur III font la différence entre les fermiers du palais (engar), travaillant à temps plein et les sujets (erin) faisant la corvée du roi (le bala) à un moment précis de l'année.
Une meilleure compréhension du vocabulaire montre donc que le rôle des esclaves à l'époque d'Ur III ne doit pas être surestimé. L'essentiel du travail devait être réalisé par les sujets (gurush, muskênnum) lors de corvées annuelles (ilkum).